# سمولوچا
سمولوچا (به صربی: Smoluća) یک منطقهٔ مسکونی در صربستان است که در توتین، صربستان واقع شده‌است. سمولوچا ۲۹۴ نفر جمعیت دارد.